# Órgão de Corti

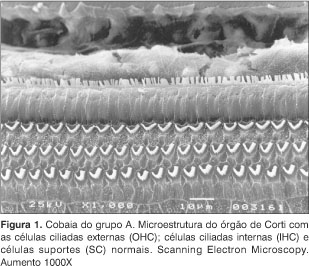
Órgão de Corti com células ciliadas externas, células ciliadas internas e células suporte sem alteração

O órgão espiral (ou órgão de Corti) é o órgão sensorioneural da orelha interna, integrando a cóclea. É um composto de células sensoriais (ou células ciliadas) e fibras nervosas que fazem sinapse entre si, além de estruturas anexas e de suporte.
O órgão foi nomeado em homenagem ao anatomista italiano Marquês Alfonso Giacomo Gaspare Corti (1822–1876), que conduziu a pesquisa microscópica do sistema auditivo dos mamíferos e o descobriu em 1850.
Esse órgão é encontrado apenas em mamíferos. Nos humanos, o órgão de Corti se desenvolve da 9ª semana à 30ª semana de gestação. Ela evoluiu a partir da papila basilar encontrada em todos os tetrápodes, com exceção de algumas espécies derivadas que a perderam.

## Fisiologia da audição e o órgão espiral
O órgão espiral é a estrutura que transforma a energia mecânica, que chega da orelha média, em energia elétrica. Este tipo de energia é possível graças a troca de potencial dos líquidos presentes dentro da cóclea. As vibrações mecânicas se tornam ondas de pressão hidráulica que se propagam pela endolinfa, gerando um potencial de ação que é transmitido pela via auditiva para que se processe o som nos centros auditivos do tronco encefálico e do córtex cerebral.
Sabe-se que a pressão sonora produzida pelo estribo, ossículo que faz contato direto com a cóclea, pode gerar sensações auditivas diferentes. Fisiologicamente, entende-se que áreas diferentes da cóclea são acionadas dependendo da frequência do som emitido. Quando a frequência é mais alta (aguda), a região basal da cóclea, ou mais perto do estribo é estimulada. Quando a frequência do som tem natureza mais baixa (grave), a área do ápice da cóclea sofre esse estímulo.
Essa estrutura é formada por alguns tipos de células:
- Células ciliadas internas: são as principais receptoras auditivas. Tem função de transformar a energia mecânica em energia elétrica, se comunicando com o nervo coclear;
- Células ciliadas externas: são células amplificadoras. Influenciam padrões de vibração da membrana basilar através de se encurtamento e alongamento;
- Células de sustentação;
- Aferências neuronais;
- Membrana tectória: recobre o órgão e é responsável pela deflexão e hiperflexão das células ciliadas durante a vibração da membrana basilar (é sobre a membrana basilar que se situa o órgão de Corti).[9]
- As células ciliadas internas, células ciliadas externas e as células de sustentação estão fixadas na membrana basilar, sendo que as células ciliadas externas mais longas se fixam a membrana téctoria, enquanto as mais curtas não fazem contato direto. Com determinado estímulos, algumas das células mais curtas se alongam e tocam a membrana tectória fazendo links e abrindo canais para a troca de íons. Essas conexões quando rompidas podem levar ao rompimento de fluxo sanguíneo e como consequência à apoptose ou morte celular programada.[10]

## A perda de audição
O tipo mais comum de deficiência auditiva é a perda auditiva sensorioneural. Esta inclui como uma das principais causas da redução da função no órgão de Corti. Especificamente, a função de amplificação ativa das células ciliadas externas é muito sensível a danos causados por exposição ao trauma de sons excessivamente altos ou a certas drogas ototóxicas, sendo os antibióticos aminoglicosídeos os mais estudados. Também, é importante ressaltar que o envelhecimento é uma causa natural da perda auditiva sensorioneural.

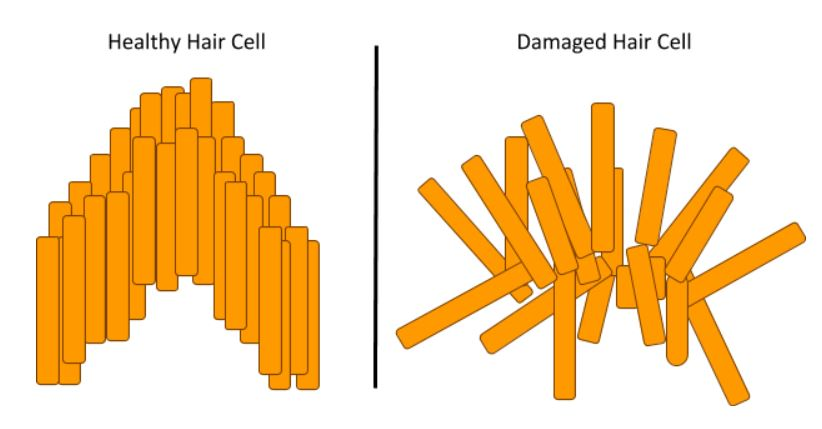
Diferença da célula ciliada normal e da lesada

Uma vez que as células ciliadas externas estão danificadas elas não regeneram, e o resultado é uma perda auditiva de crescimento anormal de intensidade (conhecido como o recrutamento) na parte do espectro que as células danificadas são responsáveis. As causas para a lesão do órgão de Corti são diversas, porém destacam-se ruído abrupto e intenso e exposição ao ruído (PAIR). Essas lesões têm como consequência zumbidos e até tonturas, dado o fato da proximidade da cóclea e do órgão vestibular (responsável pelo equilíbrio). O principal público acometido por esse tipo de lesão auditiva são os trabalhadores industriais expostos a ruídos fortes e a ruídos constantes o dia inteiro. O diagnóstico nesses casos requer uma equipe multidisciplinar composta por um médico otorrinolaringologista e um fonoaudiólogo; porém, esses casos tornam-se complexos devido à negligência ao ruído ambiental. Muitos pacientes ficam expostos a este tipo de lesão sem ao menos realizar uma audiometria.